# Nikke Kokko
Niklas "Nikke" Kokko, född 14 mars 2004, är en finländsk professionell ishockeymålvakt som är kontrakterad till Seattle Kraken i National Hockey League (NHL) och spelar för Coachella Valley Firebirds i American Hockey League (AHL).
Han har tidigare spelat för Oulun Kärpät, Saimaan Pallo och Pelicans i Liiga och Kokkolan Hermes i Mestis.
Kokko draftades av Seattle Kraken i andra rundan i 2022 års draft som 58:e spelare totalt.